# Henri Neuman
Henri Albert Neuman ('s-Gravenbrakel, 1 september 1856 - 23 augustus 1916) was een Belgisch senator.

## Levensloop
Handelaar van beroep, werd Neuman gemeenteraadslid en burgemeester van 's-Gravenbrakel. Hij werd ook provincieraadslid.
In 1912 werd hij verkozen tot liberaal senator voor het arrondissement Bergen-Zinnik en vervulde dit mandaat tot aan zijn overlijden tijdens de oorlog.